# Greenbrier River
Der Greenbrier River ist ein rechter Nebenfluss des New River im Südwesten des US-Bundesstaates West Virginia
und hat eine Länge von 261 km.
Über New River, Kanawha River und Ohio River ist er Teil des Einzugsgebietes des Mississippi River und entwässert ein Gebiet von 4287 km².
Der Greenbrier River hat seinen Ursprung in Durbin durch den Zusammenfluss von East Fork Greenbrier River, und West Fork Greenbrier River die beide nur kurze Fließgewässer sind und in über 1000 m über dem Meeresspiegel entspringen und auf ihrer ganzen Länge im Norden des Pocahontas Countys verlaufen. Unterhalb von Durbin folgt der Fluss generell eine südsüdwestlichen Fließrichtung durch Pocahontas, Greenbrier und Summers County und passiert dabei die Siedlungen Cass, Stony Bottom, Marlinton, Falling Spring, Ronceverte und Alderson, bevor er in Hinton in den New River mündet.
Der Greenbrier River ist der einzige größere nicht aufgestaute Fluss in West Virginia und wird stark zu Zwecken der Freizeit und Erholung genutzt. Sein Oberlauf liegt innerhalb des Monongahela National Forest, und wird zwischen Cass und North Caldwell auf 124 km Länge vom Greenbrier River Trail begleitet.

## Namensvarianten
Nach den Angaben im Geographic Names Information System des United States Geological Survey war der Greenbrier River historisch unter etlichen weiteren Namen bekannt:
- Green Briar River
- Green Brier River
- Green Bryar River
- Greenbriar River
- O-ne-pa-ke
- O-ne-pa-ke-cepe
- Onepake
- Riviere de la Ronceverte
- We-o-to-we
- We-o-to-we-cepe-we
- Weotowe